# 블루 코스모스
블루 코스모스(영어: Blue Cosmos, 일본어: ブルーコスモス)는 TV 애니메이션 《기동전사 건담 SEED》및 《기동전사 건담 SEED DESTINY》에 등장하는 가공의 이데올로기와 그 추종자 집단들의 총칭이다.

## 개요
애니메이션 작품 《기동전사 건담 SEED》의 제8화에서 캐릭터들의 대화에서 그 존재가 암시되며, 활동하는 구성원들은 제19화(리마스터 버전 제18화)에서 묘사된다.
블루 코스모스는 《기동전사 건담 SEED》의 공식 연표를 젲가한 요시노 히로유키에 의해 설정되었다. 요시노는 인터뷰에서 작품 속 세계가 전쟁 상태로 되어가는 계기가 되는 테러리스트 집단으로 설정된 것이지만, 나중에 스토리 전개에 있어서 지구연합군 이외의 적이 필요했기 때문에 본편에 등장했다고 밝히고 있다.

## 같이 보기
- 기동전사 건담 SEED